# Вестфален, Фёдор Антонович
Фёдор (Фридрих) Антонович Вестфален (1749—1797) — барон, генерал-майор, сподвижник Суворова.

## Биография
Родился в 1749 году.
По окончании Сухопутного шляхетного корпуса, Вестфален был выпущен в 1766 году поручиком в Орловский пехотный полк и в 1773 году был зачислен в штаб графа Румянцева, сперва генерал-аудитором-лейтенантом, а с 1778 году — генеральс-адъютантом, причём за это время получил чины премьер-майора (в 1773 году) и подполковника (в 1778 году).
Произведённый в 1784 году в полковники, Вестфален получил в командование Черниговский карабинерный полк, которым и командовал до 1789 года, когда произведённый в бригадиры, был назначен состоять при князе Потёмкине, который вверил ему командование особым отрядом в составе Екатеринославской армии.
После падения Очакова Вестфален поступил под команду Суворова и с ним принял участие в сражении при Рымнике, где командовал 2-й линией боевого порядка, и при штурме Измаила, когда ему было вверено начальствование кавалерийскими резервами. Здесь Вестфален «исполнил дело храброго и расторопного начальника», как доносил о нём в своей реляции Суворов, и, «въехав с оными в крепость, поражал неприятеля», оборонявшегося ещё в улицах. 30 марта 1790 года он был награждён орденом св. Георгия 4-й степени (№ 365 по кавалерскому списку Судравского и № 718 по списку Григоровича — Степанова)
За отличные подвиги, оказанные в сражениях при Фокшанах и Рымнике в 1789 году.
В следующем году был произведён в генерал-майоры.
Вестфален, по взятии Бендер, был комендантом этой крепости и оставался на этом посту до 1792 г., когда был переведен на русско-китайскую границу комендантом Кяхты.
В начале царствования императора Павла I, в 1797 году, Вестфален был вызван в Санкт-Петербург для объяснений по поводу одного доноса на него, оказавшегося впоследствии ложным. Честный и самолюбивый Вестфален не мог перенести обиды и застрелился.
По отзыву барона Каульбарса, это был справедливый, серьёзно образованный человек, отличавшийся большой добротой.